# Championnat du monde de snooker 1969
Navigation
Édition précédente Édition suivante
Le championnat du monde de snooker 1969 a lieu au Victoria Hall de Londres. Cette édition marque le retour à un format à élimination directe.

## Tableau final
|  | Quart de finale Au meilleur des 49 frames             | Quart de finale Au meilleur des 49 frames | Quart de finale Au meilleur des 49 frames |  |  | Demi-finale Au meilleur des 73 frames | Demi-finale Au meilleur des 73 frames | Demi-finale Au meilleur des 73 frames |    |                         | Finale Au meilleur des 73 frames | Finale Au meilleur des 73 frames | Finale Au meilleur des 73 frames |
|  |                                                       |                                           |                                           |  |  |                                       |                                       |                                       |    |                         |                                  |                                  |                                  |
|  | Drapeau de l'Angleterre                               | John Spencer                              | 25                                        |  |  |                                       |                                       |                                       |    |                         |                                  |                                  |                                  |
|  | Drapeau de l'Angleterre                               | John Pulman                               | 18                                        |  |  | Drapeau de l'Angleterre               | John Spencer                          | 37                                    |    |                         |                                  |                                  |                                  |
|  | Drapeau de l'Angleterre                               | Rex Williams                              | 25                                        |  |  | Drapeau de l'Angleterre               | Rex Williams                          | 12                                    |    |                         |                                  |                                  |                                  |
|  | Drapeau de l'Angleterre                               | Bernard Bennett                           | 4                                         |  |  |                                       |                                       |                                       |    | Drapeau de l'Angleterre | John Spencer                     | 37                               |                                  |
|  | Drapeau du pays de Galles                             | Gary Owen                                 | 25                                        |  |  |                                       | Drapeau du pays de Galles             | Gary Owen                             | 24 |                         |                                  |                                  |                                  |
|  | Drapeau de l'Irlande du Nord (drapeau du Royaume-Uni) | Jackie Rea                                | 17                                        |  |  | Drapeau du pays de Galles             | Gary Owen                             | 37                                    |    |                         |                                  |                                  |                                  |
|  | Drapeau du pays de Galles                             | Ray Reardon                               | 24                                        |  |  | Drapeau de l'Angleterre               | Fred Davis                            | 24                                    |    |                         |                                  |                                  |                                  |
|  | Drapeau de l'Angleterre                               | Fred Davis                                | 25                                        |  |  |                                       |                                       |                                       |    |                         |                                  |                                  |                                  |
|  |                                                       |                                           |                                           |  |  |                                       |                                       |                                       |    |                         |                                  |                                  |                                  |
|  |                                                       |                                           |                                           |  |  |                                       |                                       |                                       |    |                         |                                  |                                  |                                  |